# 西鉄1000形電車 (軌道)

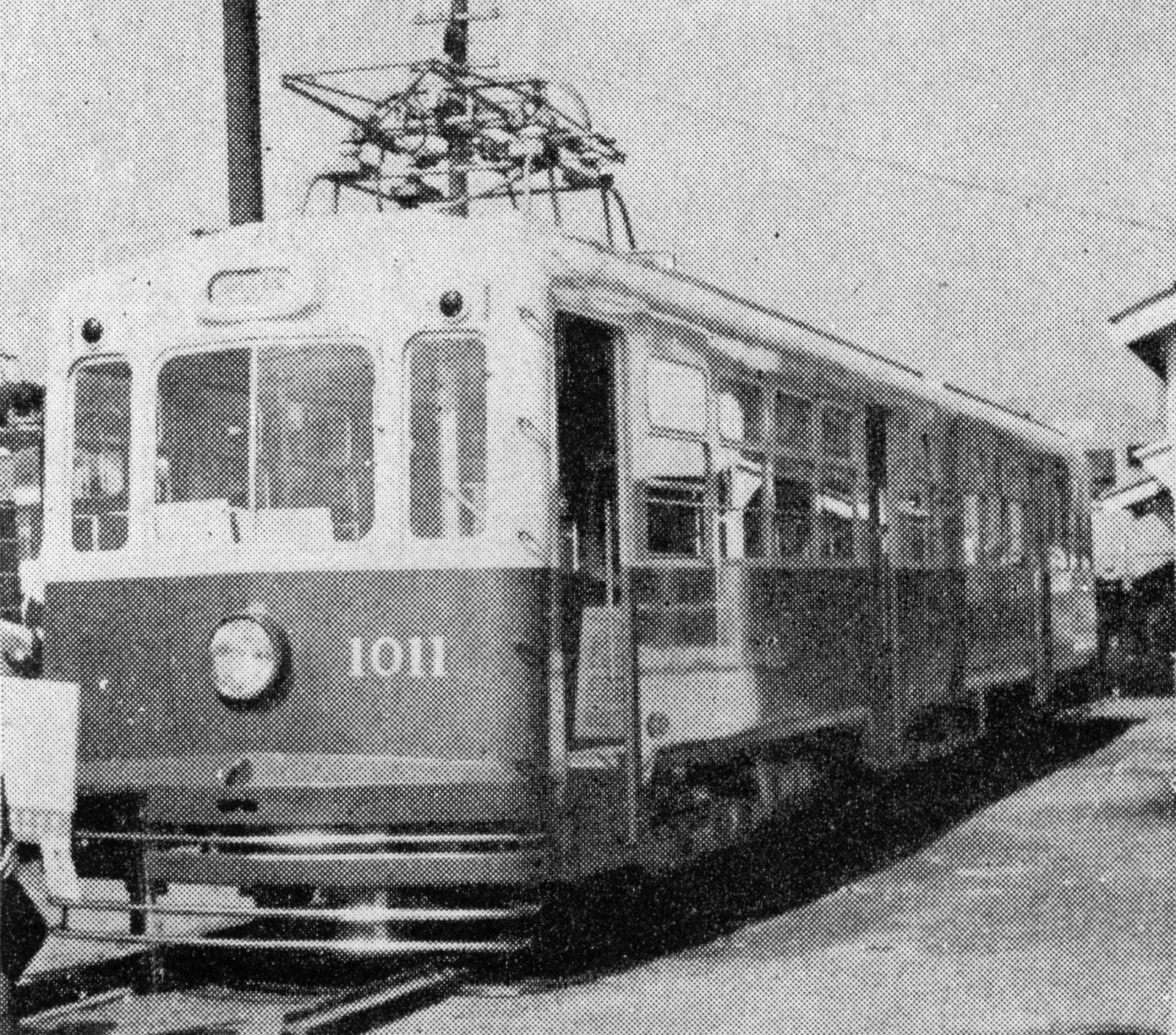
1011AB（北九州線）（1954年）撮影

この項目では、かつて西日本鉄道（西鉄）が所有していた路面電車路線（西鉄軌道線）のうち、北九州線と福岡市内線向けに新造された連接車について解説する。北九州線向けの車両は1953年、福岡市内線向けの車両は1954年から大量生産が行われ、両系統の輸送力増強に大きく貢献した。福岡市内線では1975年に、北九州線では路線が廃止された2000年に営業運転を終了したが、一部車両は2019年現在も譲渡先の路線で活躍を続けている。
北九州線と福岡市内線には機器が異なる同一番号の車両が導入されており、更に福岡市内線向け車両は4形式に細分化されていた。この項目では以下の形式を纏めて解説する。
- 北九州線向け車両 - 1000形
- 福岡市内線向け車両 - 1001形・1101形・1201形・1301形

## 導入までの経緯
第二次世界大戦により甚大な被害を受けた北九州市は、戦後GHQの占領下で実施された傾斜生産方式と呼ばれる経済政策や1950年以降の朝鮮特需により、八幡製鉄所を始めとする工業地帯の生産が回復し始めた。それに伴い西鉄の軌道線であった北九州線の利用客も増加し、1950年時点の1日利用者数が321,800人であったものが1953年には359,295人へと膨れ上がった。西鉄側も電力制限の解除に伴う続行運転の開始や高頻度運転の実施で対応したが、1両あたりの定員が70・80人のボギー車では大量の乗客を捌ききれず、小倉付近の線路容量も相まって輸送能力は限界に達していた。更に1953年の時点で北九州線には開業時に導入された木造電車（1形・35形）が13両残存しており、その置き換えも必要となっていた。
そこで西鉄では輸送力増強および旧型車両の代替のため、北九州線向けの新造車両を、ボギー車より多数の乗客の輸送が可能な連接車へ切り替えることを決定した。併せて、福岡市内の路面電車網であった福岡市内線向けの新造車両についても、輸送力増強のため新製車両をボギー車から連接車に絞ることになった。そして、1953年から北九州線で、翌1954年から福岡市内線で営業運転を開始したのが一連の連接車である。

## 概要

### 共通事項

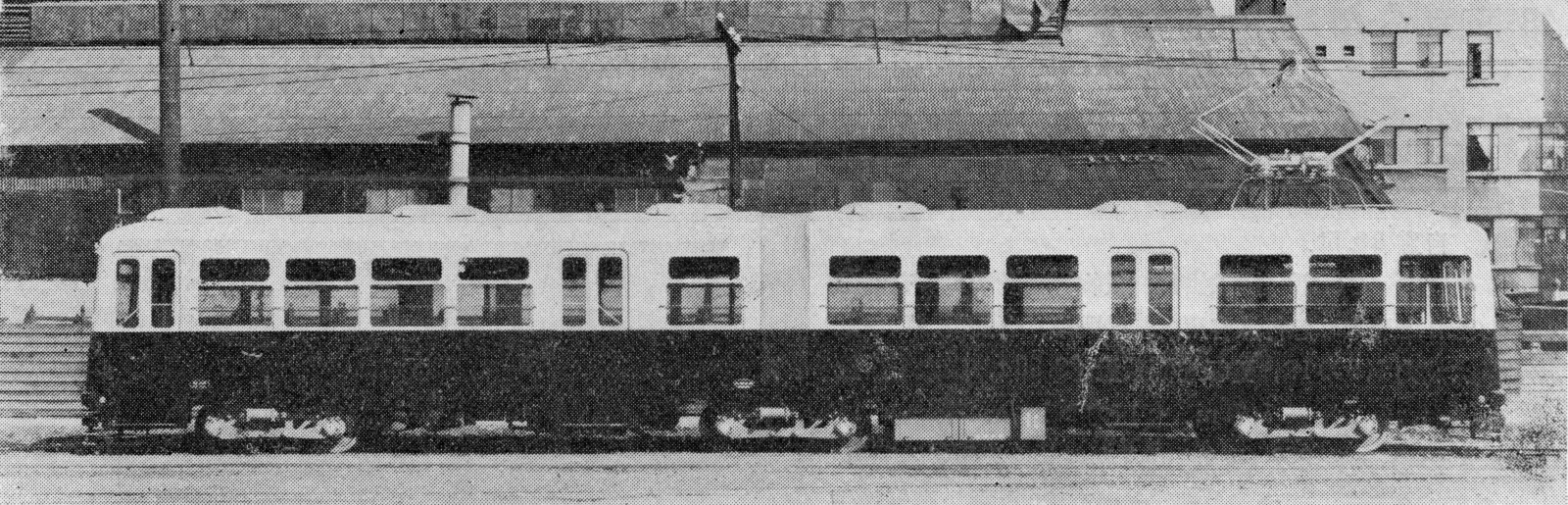
側面（1011AB、北九州線、1954年撮影）

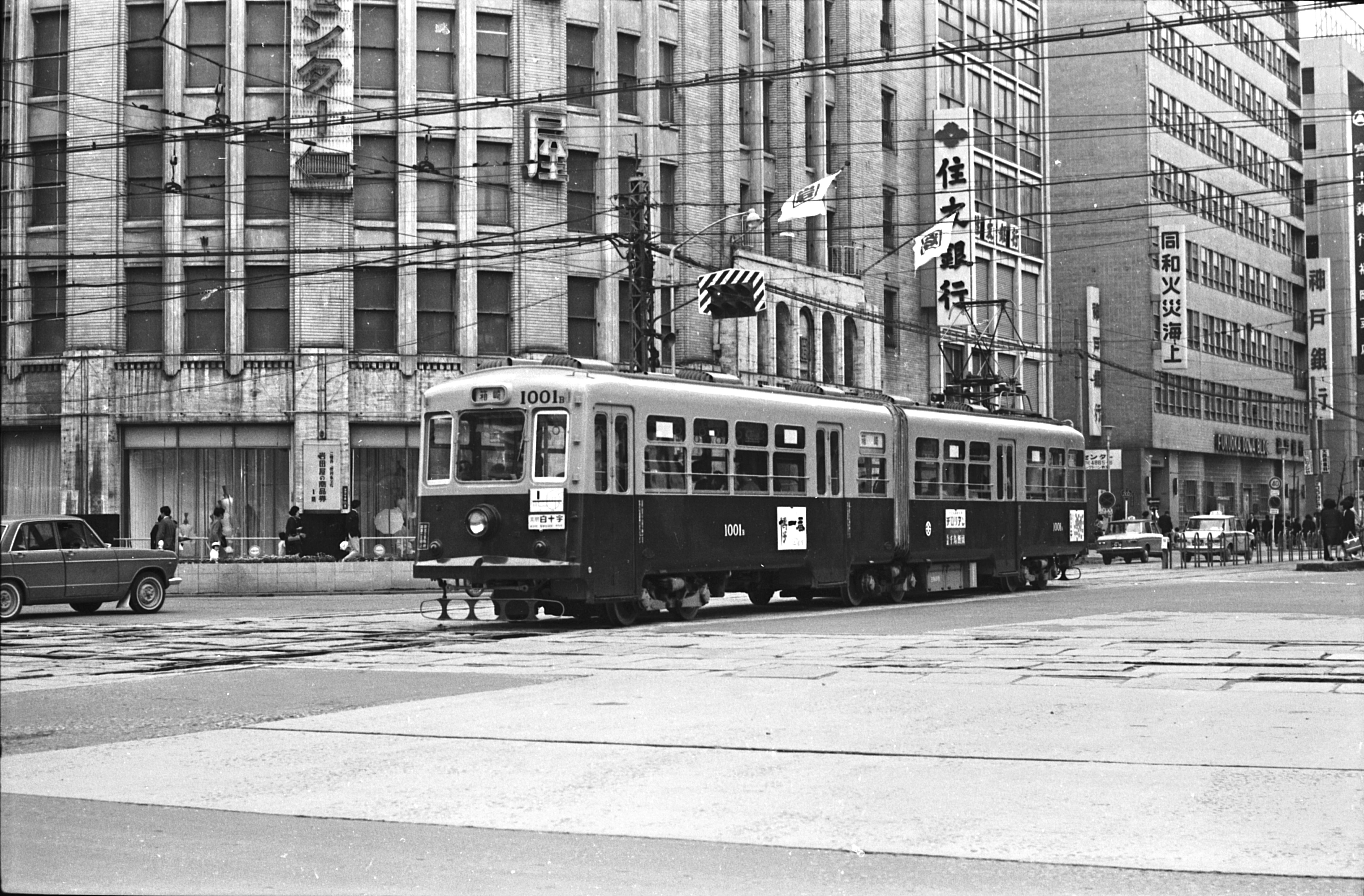
1001AB（福岡市内線、福岡市天神交差点、1967年撮影）

北九州線向け車両、福岡市内線向け車両とも製造当初は両運転台式の2車体連接車で、集電装置（パンタグラフ）や制御装置を搭載した「A車」（電機車）と補助電源装置（MG）や空気圧縮器（CP）を搭載した「B車」（空器車）で構成されていた。両車体を繋いだ1両あたりの全長は18,400 mm、全幅は2,400 mmで、運転台寄りは曲線通過に備え幅が絞られていた。パンタグラフを含んだA車の全高は1953年・1954年製の車両は3,937 mm、それ以降は3,940 mmで統一されていた。車体は北九州線の20両（1001AB - 1020AB）および福岡市内線の1001形15両（1001AB - 1015AB）・1101形5両（1101AB - 1105AB）が半鋼製、それ以外の車両は全金属製で、双方とも雨樋が屋根上に存在する張り上げ構造であった。
前面は非貫通式で、中央部にHゴムで固定された大窓部分、その両側に小窓が設置されている窓配置であった。前照灯は中央大窓下部に1個設置されていた一方、2個設置された尾灯の位置は路線や編成によって異なっていた。折戸式の乗降扉は車体右側に2箇所、左側に1箇所存在し、側窓は上部がHゴムで固定されているバス窓と呼ばれる形状であった。座席は全てロングシート、定員は130人で、冷暖房は搭載されていなかった。
台車は運転台寄りの2台が動力台車、連接部の1台が付随台車で、動力台車には2基の主電動機が搭載されていた。出力は導入された路線や製造年によって異なったが、どの車両も従来のボギー車と比べて全長あたりの出力が約1.5倍に向上しており、これが後述する3車体連接車への改造が決定された要因ともなった。台車は製造メーカーによって形状も構造も異なっていたが、枕ばねにコイルバネを使用しオイルダンパーを搭載する点や車輪径660 mm、固定軸距1,500 mmという寸法は統一されていた。主電動機は2基単位で永久直列接続とされ、これを2群直並列制御する。運転台からの速度制御は主に東洋電機製造、一部に日立製作所製の間接自動制御方式を用いた。

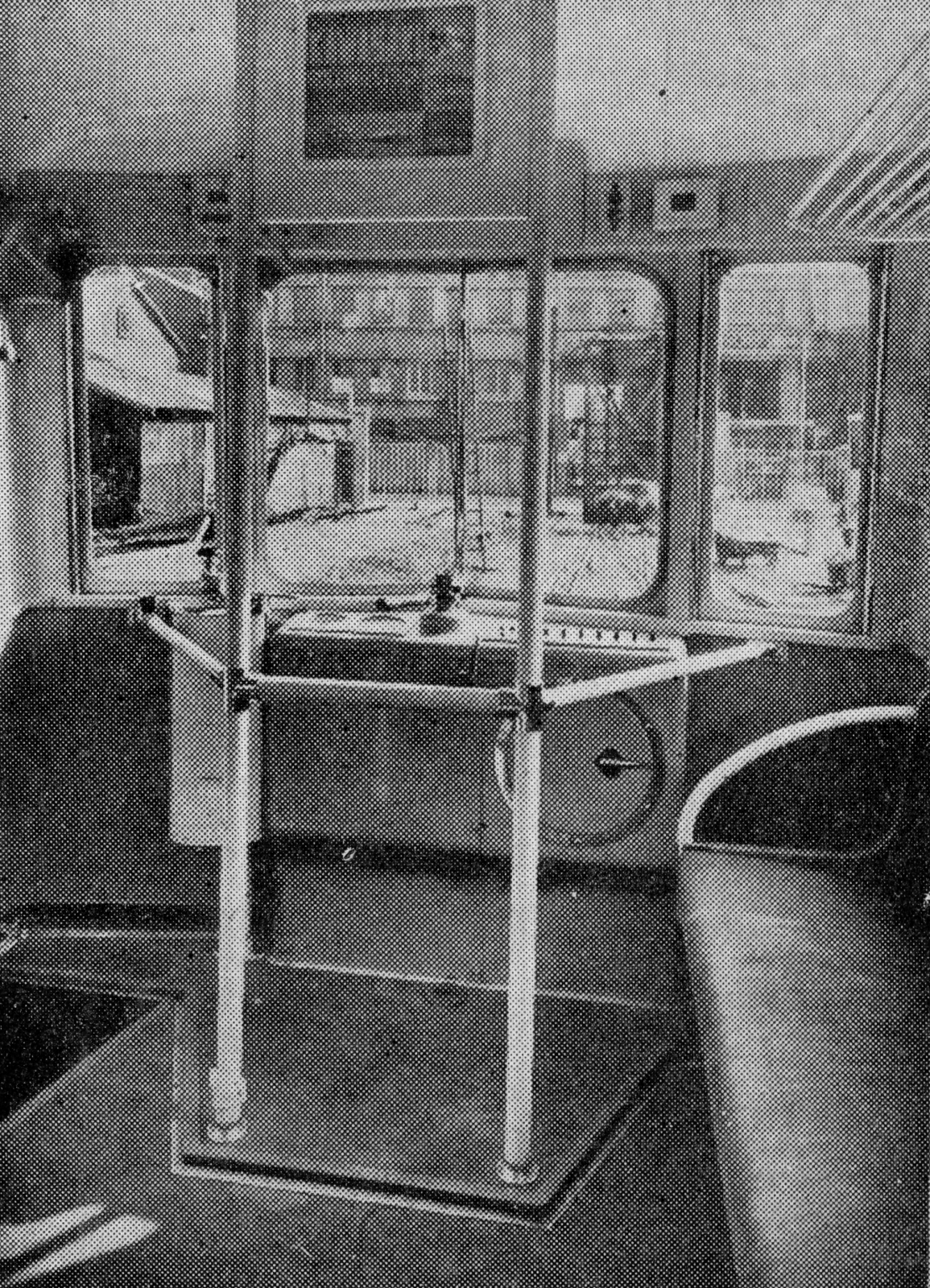
運転台（1011AB、北九州線、1954年撮影）
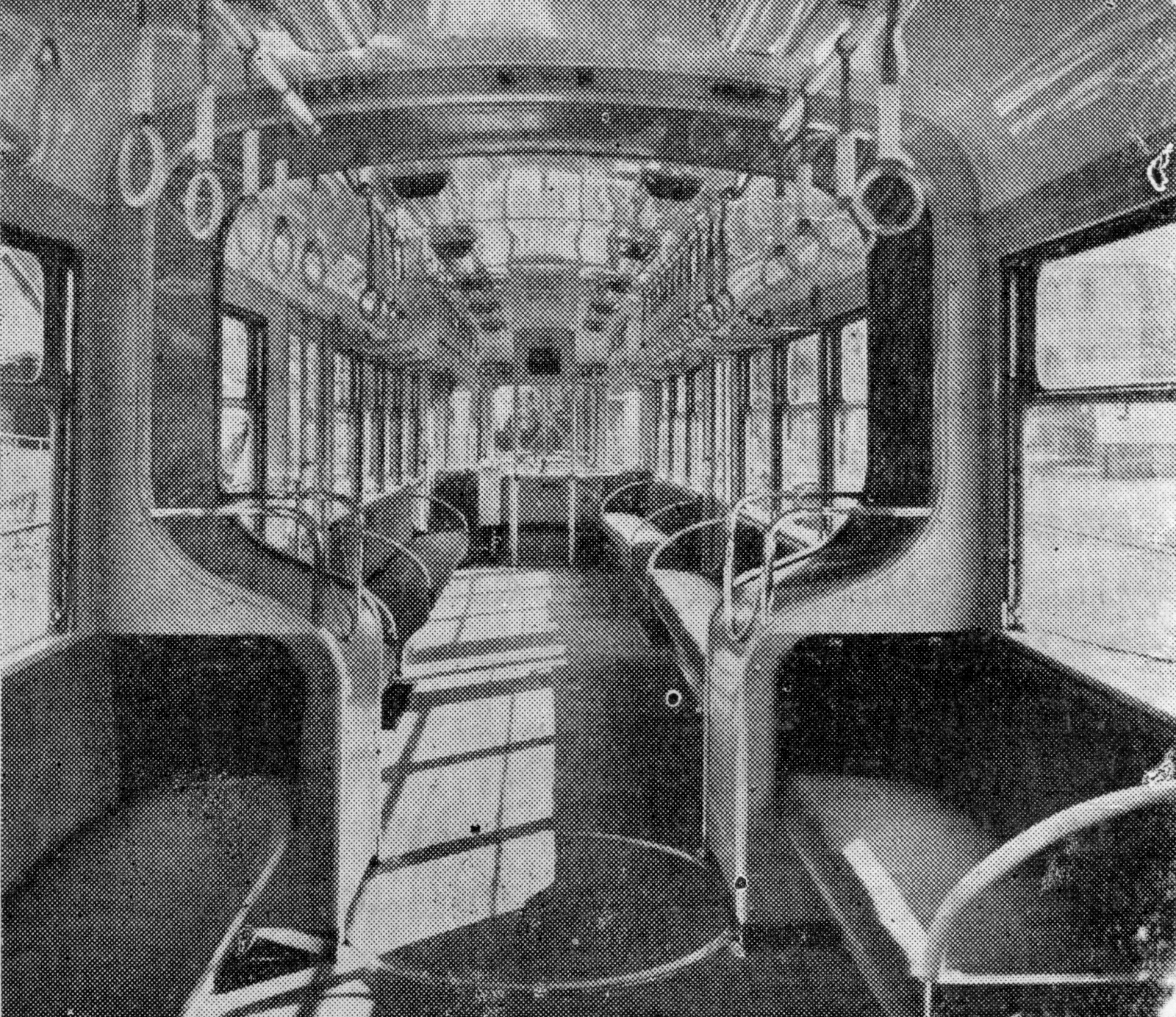
車内（1011AB、北九州線、1954年撮影）
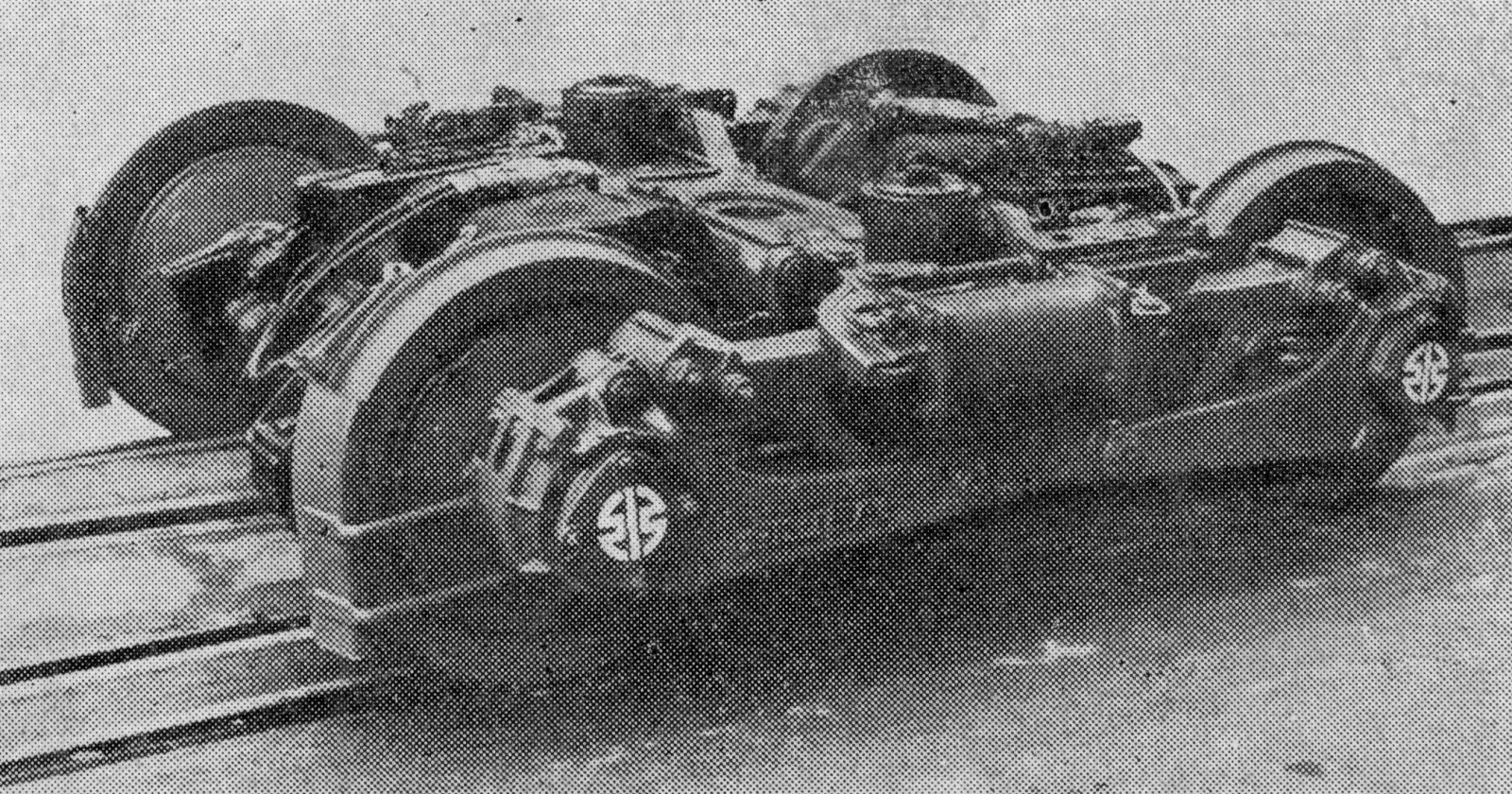
台車（川崎車輌OK-12A） （1011AB、北九州線、1954年撮影）

### 車両の差異
市内電車に加え北九州工業地帯の都市間列車という側面も有していた北九州線向けの車両と、福岡市内の中心部を走る純然たる市内電車であった福岡市内線向けの車両には、形式や尾灯の位置など以下のような差異があった他、同じ路線の車両であっても製造年による違いが存在した。これらの中で唯一両路線を走行した経歴を持つ1055ABについては、車両番号の表記位置を除いて製造当初から北九州線向けに準拠した仕様となっていた。
- 形式 - 北九州線に導入された連接車は製造メーカー問わず「1000形」で統一されていた一方、福岡市内線向けの車両は製造メーカーや主電動機の出力、制御方式の違いにより4つの形式に分けられていた[24][25][1][2]。
- 中央大窓の形状、運転台の位置 - 北九州線向けの車両（1001AB - 1061AB）は中央大窓の中間に金属枠（サッシ）があり、それを境に2枚のガラスが使われていた。そのため、運転台の位置も左寄りにずれていた。一方、福岡市内線向けの車両および北九州線向けの最終増備車となった3両（1062AB - 1064AB）は大型1枚窓が用いられ、運転台も中央に配置されていた[22][26]。
- 前面尾灯の位置 - 北九州線向け車両は前面上部に、福岡市内線向け車両は前面下部に設置されていた[25][7]。
- 前面の車両番号の表記位置 - 北九州線の2車体連接車は前面下部に車両番号が表記されていたが、3車体連接車および福岡市内線向け車両は前面上部に（北九州線の3車体連接車は前面尾灯のすぐ上。これは下記の円形標識板を設置するため）記されていた[23]（つまり、尾灯と車両番号表記の位置関係は北九州線と福岡市内線でちょうど真逆になる）。
- 主要機器 - 北九州線向け車両は全車とも吊り掛け駆動方式、主電動機出力45 kw、歯車比4.07（61:15）に統一されていた一方、福岡市内線向け車両は形式によって駆動方式や出力、歯車比に差異が存在した[1][2]。
- その他 - 北九州線向け車両と福岡市内線向け車両は排障器やバンパーの形状、車内の配色も異なっていた[22][25][7]。

### 塗装

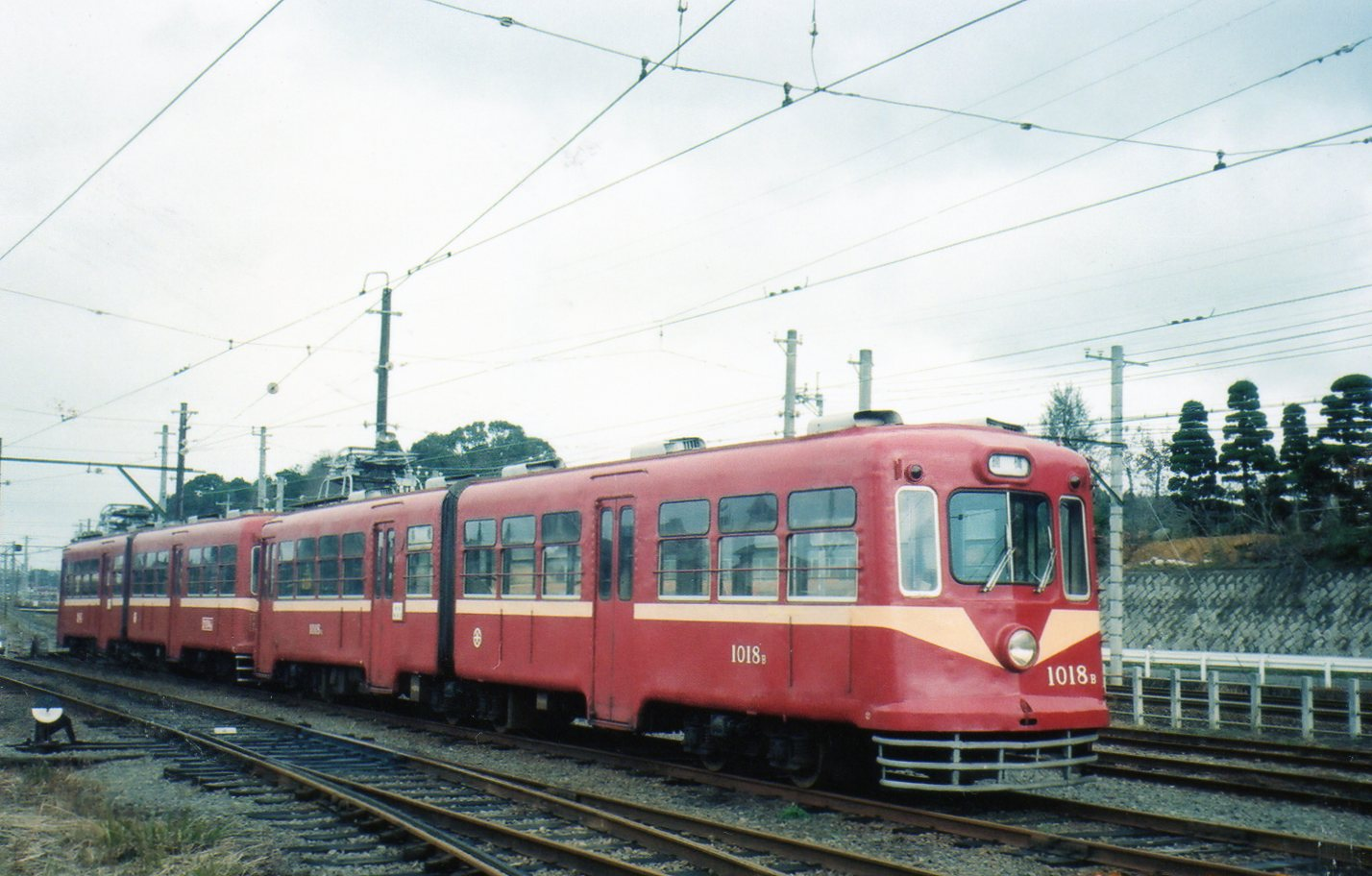
北九州線用車両の3代目塗装
（1018AB、1999年撮影）

1000形が最初に纏った塗装は車体の上半分が赤みがかったクリーム色、下半分がマルーンと言うツートンカラーであった。これは1000形の導入を機に軌道線に採用された配色で、北九州線や福岡市内線など軌道線で使用される他形式の電車のみならず大牟田線など鉄道線の車両にも波及し、1960年代から1970年代末にかけての西鉄における標準塗装となった。福岡市内線で使用された車両はこの塗装のまま廃車された一方、北九州線の車両はボギー車と共に1975年から1976年にかけて上半分がクリーム色、下半分が濃いイエローという塗装に変更され、更に1980年以降は車体全体が濃い赤色、窓下にクリーム色の帯が配された塗装となり、連接車に関しては2000年の廃止までこの外観が維持された。

## 北九州線向け車両

### 概要
北九州線向けの車両は全車とも1000形という形式名が与えられ、1953年から1964年まで中断期間を挟み計12年に渡って64両もの大量生産が実施された。製造を担当した企業は川崎車輌、近畿車輌、帝国車輌、日立製作所、日本車輌製造、九州車輌と多岐にわたったが、車体の寸法や機器の性能は全車とも統一され、部品の標準化やメンテナンスの合理化が図られた。特に主電動機は全て東洋電機製造製のものが用いられ、最終増備車となった1062AB - 1064AB以外の車両にはTDK-534/A形が搭載された。一方、台車に関しては車輪径や軸距こそ統一されていたが各社ごとに異なる形式が用意され、川崎車輌が投入したOK形のように最新鋭の台車が使用される場合もあった。ボギー車とは電動機1基あたりの出力は同じ45 kwで、装備数が多い（ボギー車は2基装備、本形式は4基装備）分合計出力・重量あたり出力とも増加しており、全負荷時の速度上昇を抑えるため歯車比が高く（ボギー車の歯車比は3.11（59:19）。本形式は4.07（61:15））設定された。
最初に導入された1001AB - 1010ABは半鋼製車体を有する車両であったが、長期にわたる製造の中で以下のような改良が実施されていった。
- 1011AB以降 - 車内貫通路の全断面化、軸受をローラーベアリングに変更。1011ABは試験的に車内照明に蛍光灯が用いられた。
- 1021AB以降 - 車体を全金属製に変更し、不燃化や軽量化が図られた。車内照明に蛍光灯が本格的に採用されたのもこの車両以降である。
- 1031AB以降 - 窓枠をアルミサッシに変更。運転席や車掌席の仕切りの形状も変わった。
- 1046AB以降 - 前面中央窓の下部に通風孔が設置された事で、中央窓の長さが上方向に詰められた。幌もひだがある形状に改められた。
- 1051AB以降 - 各車体の左側側面の連結面付近に大型方向幕が設置された。
- 1062AB以降 - 1000形の最終増備車。前面方向幕が大型化した他、当初からツーメン化改造の準備工事がなされていた。また尾灯の位置が前面下部に変更されている[35][36][11]。なおラストナンバーの1064ABは当初福岡市内線1301形の1307ABとして落成し、落成直後に北九州線に転属した経緯を持つ。

### 3車体連接車
連接車の大量増備以降も北九州線の利用客は増加の一途を辿り、1961年の1日あたりの利用者数は最高値である457,232人に達し、ラッシュ時には2車体連接車を40秒間隔で運転してもなお積み残しが発生するほどになっていた。そこで更なる輸送力増強のため、西鉄は連接車用の中間車体を新たに製造し、路面電車車両としては日本初となる3車体連接車を導入する事を決定した。
新規に製造された中間車体は「C車」と呼ばれ、全長5,300 mmの車体には乗降扉がなくA車・B車と同型の側窓が4枚並んでいた。座席は全席ロングシート、定員は30人で、天井には蛍光灯が4台設置された。新規に製造された台車は主電動機が搭載されていない付随台車であり、車両出力は改造前との変更は無かった。基本的に改造対象となる車両と同じ製造メーカー（日立製作所、日本車輌製造）が手掛けたが、最後に3車体化が行われた1052・1053のC車は製造コスト削減のため九州車輌によって造られた。
導入計画が立てられた1962年初期の段階では、試作車として北九州線に加えて福岡市内線にも3車体連接車を導入する計画が立てられており、実際に1201形1202AB（日立製作所製）向けのC車の発注が行われた。だが福岡市内の道路状況悪化により認可が下りず、余った車体は北九州線で使用されていた日立製作所製の1045ABの増結用に用いられた。
最初に改造が実施された1054ACB（←1054AB）は1962年12月1日から営業運転を開始し、同時に一部の停留所に安全地帯の新設や増設が行われた。以降1964年までに北九州線向け車両のうち合計7両（1045ACB、1052ACB-1057ACB）が3車体連接車となった。運用に際しては筑豊電気鉄道への直通運転も含めた専用ダイヤが組まれ、後年には前面下部左側に「3両連接車」と書かれた専用の円形標識板が設置された。この3車体連接車は砂津 - 筑豊直方間を10分間隔で雁行する運用を中心に朝夕のラッシュ時において絶大な威力を発揮したが、同時に重量増による運転速度の低下や、定員を増やしたにもかかわらず扉数は従来のままだったため、それによる乗降時間の増大などの問題も抱えていた。

### 運用
最初に製造された川崎車輌製の車両は試運転を経て1953年10月27日から営業運転に投入され、翌年4月までに半鋼製車20両の導入が行われた。それに伴い、北九州線に最後まで残存していた木造ボギー車は福岡市内線へ転属し、同線の輸送力増強および老朽化が進んだ2軸車の置き換えに用いられた。その後、1958年からは車体を全金属製に変更した連接車の大量生産が開始され、北九州線の輸送力が格段に向上した事に加え、余剰となったボギー車を福岡市内線に転出させる事で前述した木造ボギー車を置き換え、同線でも更なる近代化が図られた。
長期製造の中で多数の改良が実施されていった事から、初期の車両については窓枠や乗降扉の金属製部品への交換、車内照明の蛍光灯化、貫通路の拡大、側面方向幕の搭載など後期の車両に合わせた改造が順次行われていった。また製造当初は両側3箇所の乗降扉全てに乗務員が配置されるスリーメン方式であったが、合理化と効率化を図るため1968年から1969年にかけてツーメン方式に改められ、乗降扉の自動ドア化や放送装置の配置などの対応工事が全車両に実施された。
1962年以降は3車体連接車も導入され、1000形は朝夕のラッシュ時を中心とした多客輸送で絶大な効果を発揮したが、同年に制定された新産業都市建設促進法による地方分散化の促進や工場の移転・縮小による沿線の人口の郊外への流出、それに伴うスプロール化によるモータリーゼーションの急激な進行により、同年以降北九州線の利用客数は減少し始めた。更に翌1963年には軌道敷の自動車の通行が認められた結果、混雑に巻き込まれた路面電車は定時運転もままならなくなり、乗客の減少と運賃上昇、それによる更なる減少という悪循環を辿り、1970年の1日あたりの利用者数は307,736人にまで低下した。
その結果次第に余剰となっていった1000形は、1977年から始まった筑豊電気鉄道への譲渡を皮切りに廃車が開始された。1984年からは譲渡を伴わない廃車も急速に進行し、3車体連接車は1987年をもって姿を消した。そして、北九州線の路線網が黒崎駅前 - 折尾間の5.1 kmとなった1992年の時点で西鉄に残存したのは半鋼製車として登場した1020ABと当初から全金属製車体を有していた1024ABの2両のみとなり、両車は2000年11月26日の全線廃止までラッシュ時に用いられた。最後まで冷房装置は搭載されなかった。

### 主要諸元（北九州線）
| 北九州線向け連接車 主要諸元 | 北九州線向け連接車 主要諸元 | 北九州線向け連接車 主要諸元 | 北九州線向け連接車 主要諸元 | 北九州線向け連接車 主要諸元 | 北九州線向け連接車 主要諸元 | 北九州線向け連接車 主要諸元 | 北九州線向け連接車 主要諸元 | 北九州線向け連接車 主要諸元                                              |
| 車両番号                    | 製造年月                    | 製造企業                    | 車体                        | 台車                        | 台車                        | 台車                        | 台車                        | 備考                                                                     |
| 車両番号                    | 製造年月                    | 製造企業                    | 車体                        | 製造企業                    | 動力台車                    | 付随台車                    | 軸箱支持装置                | 備考                                                                     |
| --------------------------- | --------------------------- | --------------------------- | --------------------------- | --------------------------- | --------------------------- | --------------------------- | --------------------------- | ------------------------------------------------------------------------ |
| 1001AB-1010AB               | 1953年9月                   | 川崎車輌                    | 半鋼製                      | 川崎車輌                    | OK9A                        | OK9B                        | 軸梁式                      |                                                                          |
| 1011AB                      | 1953年9月                   | 川崎車輌                    | 半鋼製                      | 川崎車輌                    | OK12A                       | OK12B                       | 軸梁式                      |                                                                          |
| 1012AB-1015AB               | 1954年3月                   | 川崎車輌                    | 半鋼製                      | 川崎車輌                    | OK12A                       | OK12B                       | 軸梁式                      |                                                                          |
| 1016AB-1020AB               | 1954年4月                   | 近畿車輛                    | 半鋼製                      | 近畿車輛                    | KD14                        | KD14A                       | ウイングばね                | 1020ABは北九州線廃止時まで在籍                                           |
| 1021AB-1025AB               | 1958年2月                   | 近畿車輛                    | 全金属製                    | 近畿車輛                    | KD14                        | KD14A                       | ウイングばね                | 1024ABは北九州線廃止時まで在籍                                           |
| 1026AB-1030AB               | 1958年2月                   | 川崎車輌                    | 全金属製                    | 川崎車輌                    | OK12E                       | OK12F                       | 軸梁式                      |                                                                          |
| 1031AB・1032AB              | 1959年7月                   | 近畿車輛                    | 全金属製                    | 近畿車輛                    | KD14                        | KD14A                       | ウイングばね                |                                                                          |
| 1033AB-1036AB               | 1959年12月                  | 近畿車輛                    | 全金属製                    | 近畿車輛                    | KD14                        | KD14A                       | ウイングばね                |                                                                          |
| 1037AB-1039AB               | 1959年7月                   | 帝国車輌                    | 全金属製                    | 帝国車輌                    | TB21                        | TB21A                       | イコライザー                |                                                                          |
| 1040AB-1042AB               | 1959年12月                  | 帝国車輌                    | 全金属製                    | 帝国車輌                    | TB21                        | TB21A                       | イコライザー                |                                                                          |
| 1043AB-1045AB               | 1959年12月                  | 日立製作所                  | 全金属製                    | 日立製作所                  | KL13A                       | KL13B                       | ウイングばね                | 1045ABは1963年に3車体連接車化                                            |
| 1046AB・1047AB              | 1961年1月                   | 近畿車輛                    | 全金属製                    | 近畿車輛                    | KD14                        | KD14A                       | ウイングばね                |                                                                          |
| 1048AB-1050AB               | 1961年1月                   | 日本車輌製造                | 全金属製                    | 日本車輌製造                | NS15                        | NS15A                       | ウイングばね                |                                                                          |
| 1051AB-1055AB               | 1962年4月                   | 日本車輌製造                | 全金属製                    | 日本車輌製造                | NS15                        | NS15A                       | ウイングばね                | 1052AB-1055ABは1962-64年に3車体連接車化 1055ABは製造当初福岡市内線に在籍 |
| 1056AB・1057AB              | 1963年6月                   | 日本車輌製造                | 全金属製                    | 日本車輌製造                | NS15                        | NS15A                       | ウイングばね                | 1963年に3車体連接車化                                                    |
| 1058AB-1060AB               | 1964年7月                   | 日本車輌製造                | 全金属製                    | 日本車輌製造                | NS15                        | NS15A                       | ウイングばね                |                                                                          |
| 1061AB                      | 1964年7月                   | 近畿車輛                    | 全金属製                    | 近畿車輛                    | KD53                        | KD53A                       | ウイングばね                |                                                                          |
| 1062AB                      | 1967年2月                   | 九州車輛                    | 全金属製                    | 日本車輌製造                | NS15                        | NS15A                       | ウイングばね                | 製造当初からツーマン化準備工事施工済み                                   |
| 1063AB・1064AB              | 1967年4月                   | 九州車輛                    | 全金属製                    | 日本車輌製造                | NS15                        | NS15A                       | ウイングばね                | 製造当初からツーマン化準備工事施工済み                                   |
| 1045C                       | 1963年9月                   | 日立製作所                  | 全金属製                    | 日立製作所                  | －                          | KL13D                       | ウイングばね                | 中間車体(C車)                                                            |
| 1052C・1053C                | 1964年5月                   | 九州車輛                    | 全金属製                    | 日本車輌製造                | －                          | NS15B                       | ウイングばね                | 中間車体(C車)                                                            |
| 1054C                       | 1962年11月                  | 日本車輌製造                | 全金属製                    | 日本車輌製造                | －                          | NS15B                       | ウイングばね                | 中間車体(C車)                                                            |
| 1055C-1057C                 | 1963年11月                  | 日本車輌製造                | 全金属製                    | 日本車輌製造                | －                          | NS15B                       | ウイングばね                | 中間車体(C車)                                                            |

## 福岡市内線向け車両

### 概要
福岡市内線向けの連接車は、製造年や製造メーカーによって以下の4形式に分けられていた。全車とも廃車時まで2車体連接車であった。
- 1001形（1001AB - 1015AB） - 福岡市内線へ最初に導入された連接車。川崎車輌が製造を手掛け、1954年に5両（1001AB - 1005AB）、1957年に10両（1006AB - 1015AB）が製造された。車体は半鋼製で、東洋電機製造製の駆動装置には騒音が少ない中空軸平行カルダン駆動方式が採用された[2][12]。
- 1101形（1101AB - 1105AB） - 1954年、名義上は汽車製造製だが、実際は下請けの大栄車輌が製造を手掛けた。車体は屋根の丸みが少なくて平べったく、全体的に他形式と比較して角ばった形状となっており、側窓も上方向に拡大して上辺の高さが乗降扉に揃えられた一方、主要機器は1001形と同型であった[2][3][49][50][51]。
- 1201形（1201AB - 1209AB） - 輸送力増強および木造電車の置き換え用として1962年 - 1963年に導入。1001形に準拠したデザインの車体は全金属製となり、排障器・バンパーの形状や機器が北九州線向け車両に準じたものとなり、駆動装置が吊り掛け駆動方式に変更されたが、電動機の出力は1001形・1101形と同様に38 kwであった。1201AB - 1207ABは日立製作所、1208AB・1209ABは汽車製造製で、後者の台車（KS-117）は前者に採用されたKL-13系台車の設計図を基に作られた同型である。1201AB・1202ABは3車体連接車への改造を前提に設計されたが、福岡市内の道路状況の悪化を理由に認可が下りず、実際に改造が行われる事はなかった[2][49][40][49][50]。
- 1301形（1301AB - 1306AB） - 木造電車の置き換え用として、北九州線向け車両（1058AB - 1061AB）と共に1964年分予算で導入。1301AB - 1304ABは日立製作所、1305AB・1306ABは汽車製造製。機器の構造は1201形と同様だが、電動機の出力が北九州線向け車両と同様の45 kwに向上し、スペックの統一化が図られた[12][50]。
- 1000形（1055AB） - 北九州線向けに導入された1000形のうち、1055ABのみ1962年12月の新製時から翌1963年9月まで福岡市内線に配置されていた。以降は北九州線に転属し、同年12月以降は3車体連接車として使用された[16][23]。

### 運用
1954年に導入が開始された1001形を皮切りに1055ABを除いて合計35両が導入され、朝夕のラッシュ時に加え平和台球場での野球の試合を始めとしたイベント時の多客輸送にも大きく貢献した。半鋼製車体で導入された1001形・1101形については後年に木製部品であった乗降扉や窓枠を金属製のものに、車内照明を蛍光灯に交換した他、1968年以降は北九州線向け車両と同様にツーメン化工事が施された。だが利用客減少の結果、1975年11月2日に行われた第1次廃止をもって福岡市内線の連接車は全車とも運用を離脱し、廃車された。北九州線の転属は行われず、解体された車両も存在した一方、多くの車両は各地の鉄道事業者へと譲渡された。

### 主要諸元（福岡市内線）
| 福岡市内線向け連接車 主要諸元（1055AB除く） | 福岡市内線向け連接車 主要諸元（1055AB除く） | 福岡市内線向け連接車 主要諸元（1055AB除く） | 福岡市内線向け連接車 主要諸元（1055AB除く） | 福岡市内線向け連接車 主要諸元（1055AB除く） | 福岡市内線向け連接車 主要諸元（1055AB除く） | 福岡市内線向け連接車 主要諸元（1055AB除く） | 福岡市内線向け連接車 主要諸元（1055AB除く） |
| ------------------------------------------- | ------------------------------------------- | ------------------------------------------- | ------------------------------------------- | ------------------------------------------- | ------------------------------------------- | ------------------------------------------- | ------------------------------------------- |
| 形式                                        | 1001形                                      | 1001形                                      | 1101形                                      | 1201形                                      | 1201形                                      | 1301形                                      | 1301形                                      |
| 車両番号                                    | 1001AB-1005AB                               | 1006AB-1015AB                               | 1101AB-1105AB                               | 1201AB-1207AB                               | 1208AB・1209AB                              | 1301AB-1304AB                               | 1305AB・1306AB                              |
| 製造年                                      | 1954                                        | 1957                                        | 1954                                        | 1962-63                                     | 1963                                        | 1964                                        | 1964                                        |
| 製造メーカー                                | 川崎車輌                                    | 川崎車輌                                    | 汽車製造 (大栄車輌)                         | 日立製作所                                  | 汽車製造                                    | 日立製作所                                  | 汽車製造                                    |
| 定員                                        | 130人                                       | 130人                                       | 130人                                       | 130人                                       | 130人                                       | 130人                                       | 130人                                       |
| 定員                                        | 着席54人                                    | 着席54人                                    | 着席54人                                    | 着席54人                                    | 着席54人                                    | 着席54人                                    | 着席34人                                    |
| 車体                                        | 半鋼製                                      | 半鋼製                                      | 半鋼製                                      | 全金属製                                    | 全金属製                                    | 全金属製                                    | 全金属製                                    |
| 全長                                        | 18,000 mm                                   | 18,000 mm                                   | 18,000 mm                                   | 18,000 mm                                   | 18,000 mm                                   | 18,000 mm                                   | 18,000 mm                                   |
| 全幅                                        | 2,400 mm                                    | 2,400 mm                                    | 2,400 mm                                    | 2,400 mm                                    | 2,400 mm                                    | 2,400 mm                                    | 2,400 mm                                    |
| 全高 （集電装置含）                         | 3,937mm                                     | 3,940mm                                     | 3,937mm                                     | 3,940mm                                     | 3,940mm                                     | 3,940mm                                     | 3,940mm                                     |
| 重量                                        | 21.2t                                       | 21.6t                                       | 22.2t                                       | 21.2t                                       | 21.2t                                       | 22.2t                                       | 22.2t                                       |
| 台車                                        | 川崎 OK-10                                  | 川崎 OK-10                                  | 汽車 KS-111                                 | 日立 KL-13                                  | 汽車 KS-117                                 | 日立 KL-13                                  | 汽車 KS-117                                 |
| 軸箱支持方式                                | 軸梁式                                      | 軸梁式                                      | 軸ばね                                      | ウイングばね                                | ウイングばね                                | ウイングばね                                | ウイングばね                                |
| 主電動機                                    | 東洋 TDK-828-A (37.3kw)                     | 東洋 TDK-828-A (37.3kw)                     | 東洋 TDK-828-A (37.3kw)                     | 日立 HS-312-DR (37.3kw)                     | 日立 HS-312-DR (37.3kw)                     | 日立 HS-314-R (37.3kw)                      | 東洋 TDK-534-A (45.0kw)                     |
| 車両出力                                    | 149.2kw                                     | 149.2kw                                     | 149.2kw                                     | 149.2kw                                     | 149.2kw                                     | 149.2kw                                     | 180.0kw                                     |
| 駆動方式                                    | 中空軸平行カルダン駆動方式                  | 中空軸平行カルダン駆動方式                  | 中空軸平行カルダン駆動方式                  | 吊り掛け駆動方式                            | 吊り掛け駆動方式                            | 吊り掛け駆動方式                            | 吊り掛け駆動方式                            |
| 歯車比                                      | 6.71(94:14)                                 | 6.71(94:14)                                 | 6.71(94:14)                                 | 4.06(69:17)                                 | 4.06(69:17)                                 | 4.07(61:15)                                 | 4.07(61:15)                                 |
| 制御装置                                    | 東洋 ES-536                                 | 東洋 ES-536                                 | 東洋 ES-536                                 | 日立 MMC-LB-5B                              | 日立 MMC-LB-5B                              | 日立 MMC-LB-5B2                             | 東洋 ES-536D                                |
| 備考                                        |                                             |                                             |                                             |                                             |                                             |                                             |                                             |

## 譲渡
北九州線や福岡市内線で余剰となった連接車の一部は、北九州線と直通運転を実施していた筑豊電気鉄道を始めとする各地の路面電車事業者へ譲渡され、輸送力増強に大きく貢献した。また、それらの事業者から更に別の事業者や企業へ再譲渡された事例も存在しており、以下双方を纏めて解説する。これらの車両については、筑豊電気鉄道2100形を除いて全車とも屋根上に冷房装置を搭載する改造工事を受けている。

### 筑豊電気鉄道

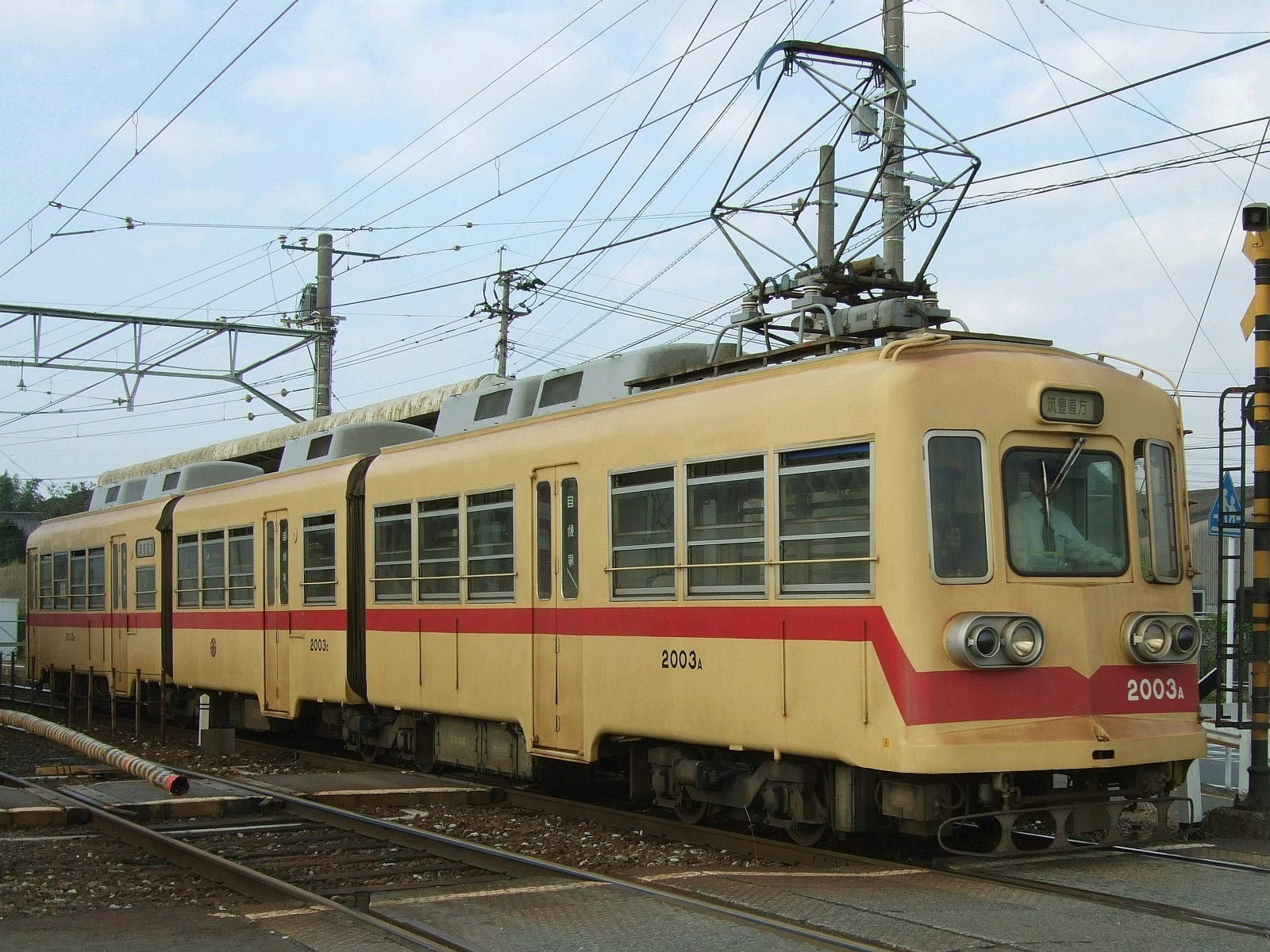
2003（2007年撮影）

1956年の開通以降、直通運転を行う西鉄北九州線の電車（ボギー車）を借用する形で運転が行われていた筑豊電気鉄道は、1976年に導入した元福岡市内線の1201形・1301形が初の自社所有車両となった。翌1977年に2000形となったのち、北九州線で余剰となった1000形の譲渡も受け、1980年までに2001ACB - 2007ACBの3車体連接車7編成となり運用されてきた。また、1985年には北九州線から1000形の一部が譲渡され、2車体連接の原型のまま2101AB - 2118ABとなった。

2車体連接車は1988年以降製造された3000形への機器供出や列車本数の減少、老朽化により2006年までに全車廃車され、3車体連接車についても運用減や5000形の導入により2013年から2022年にかけて全廃された。

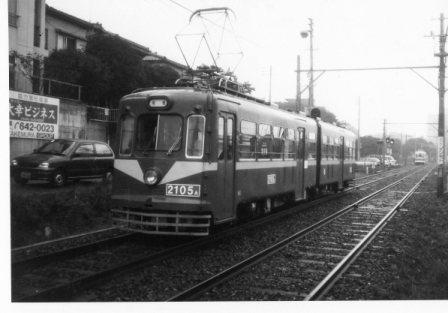
2105（2000年撮影）

### 広島電鉄

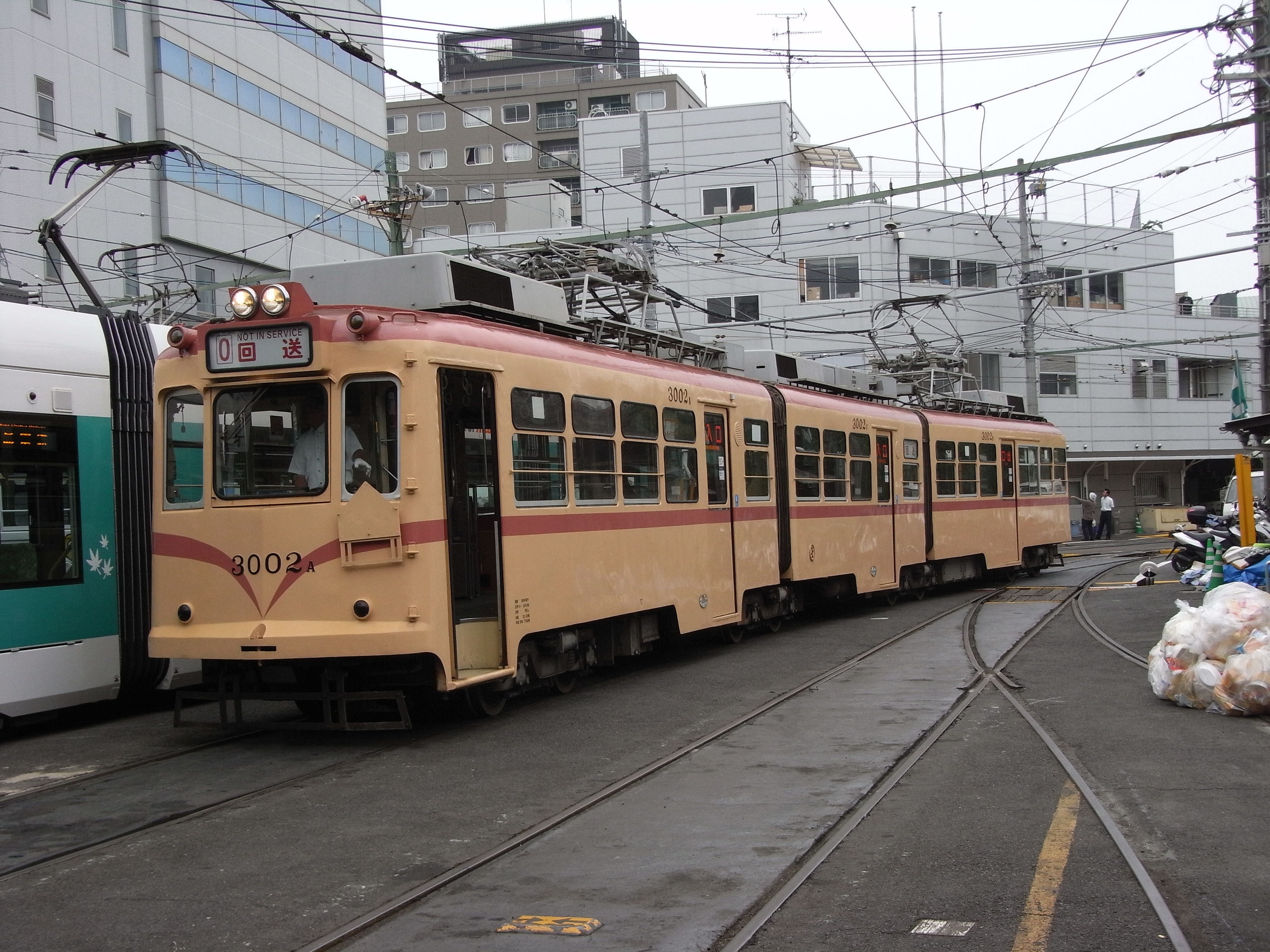
3002（2008年撮影）

広島県を中心に公共交通事業を展開する広島電鉄の路面電車路線には、福岡市内線で使用された1101形・1201形・1301形が譲渡された。最初に導入された1301形は前照灯の移設などの小改造や塗装変更を除きそのままの姿で営業運転に投入されたが、他形式の導入が始まった1977年以降は共に編成変更や尾灯の増設、乗降扉の改造、方向幕の大型化、1101形の吊り掛け駆動方式への変更などの大改造を受けた上で、広島電鉄初の3車体連接車である3000形として運用されている。

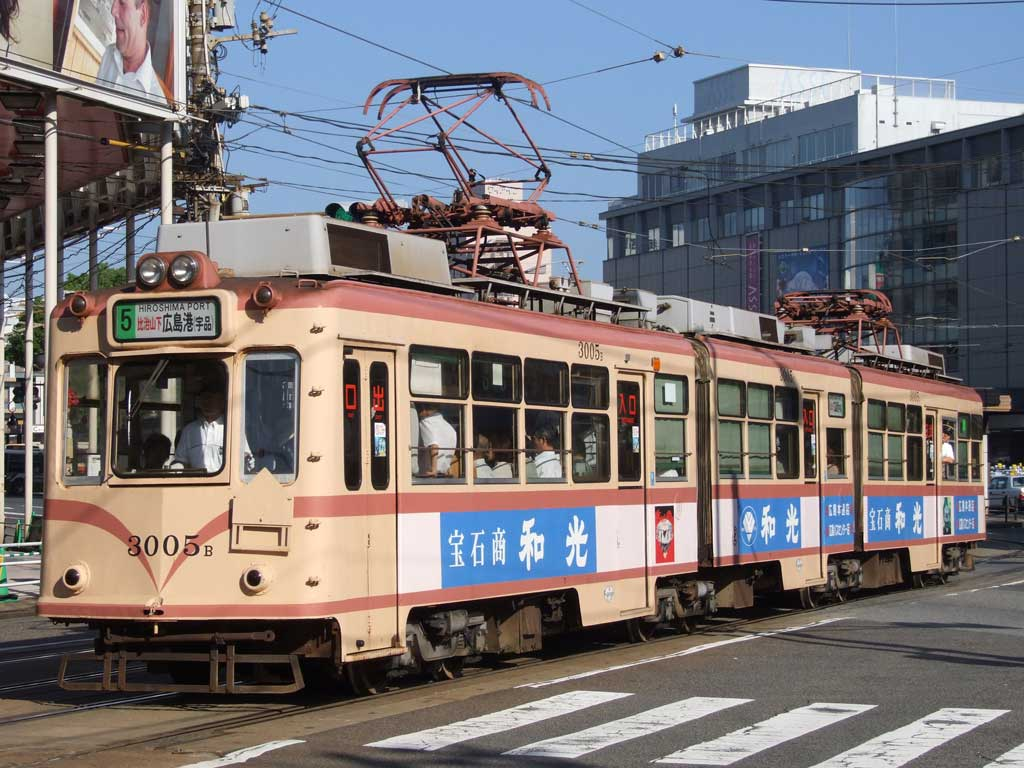
3005（2007年撮影） 種車は1101形 ミャンマー国鉄への譲渡車両
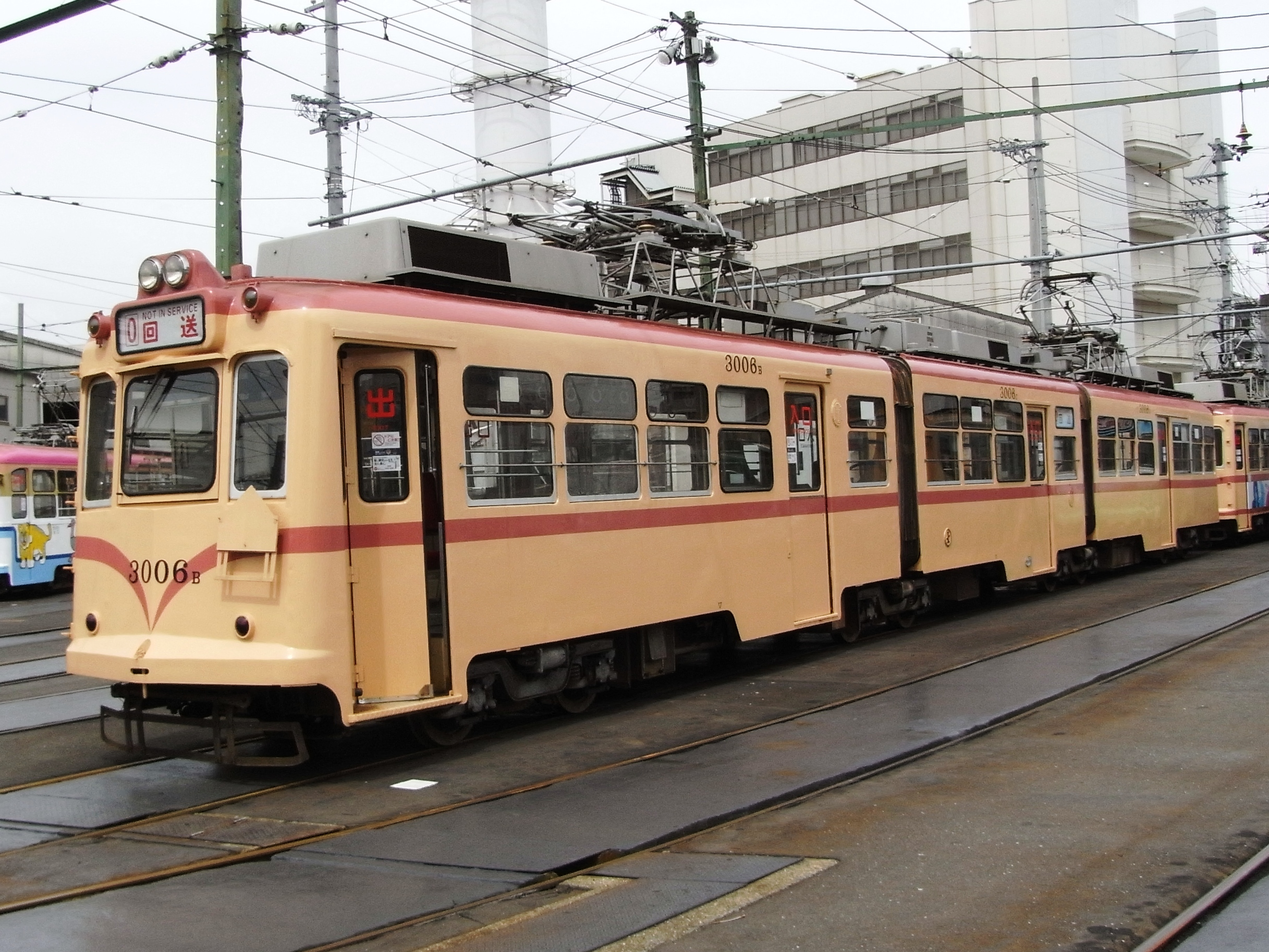
3006（2008年撮影） 種車は1201形（先頭車体）・1101形（中間車体） ミャンマー国鉄への譲渡車両

### 熊本市交通局

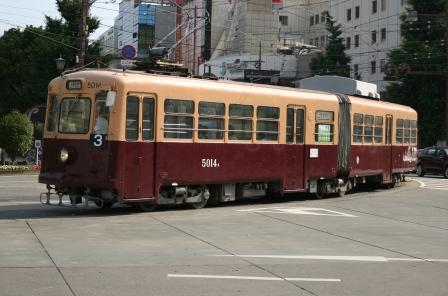
5014（2007年撮影）

ラッシュ時の輸送力増強のため、1976年 - 1979年に熊本市交通局が運営する路面電車路線へ向けて福岡市内線の1001形が4編成譲渡され5010AB・5011AB・5014AB・5015ABとなった。駆動装置は製造時の中空軸平行カルダン駆動方式が維持された。
1999年に5010ABが、2009年5011AB・5015ABが廃車となり、残る5014ABは長期休車状態となったのち再整備を受け2017年に復帰したが、2025年2月22日をもって引退した。

### 川崎重工業
筑豊電気鉄道に譲渡された旧北九州線向け車両・2車体連接車の2100形のうち、最後まで在籍した2103ABについては2006年に川崎重工業へ譲渡され、同社が超低床電車向けに開発を進めるニッケル水素電池「ギガセル」の試験車両として用いられた。

### ミャンマー国鉄
広島電鉄に譲渡された旧福岡市内線向け車両のうち、1101形・1201形が種車となった3005・3006については路面電車網の建設計画を進めていたミャンマー国鉄へ再譲渡され、750形（772、旧：大阪市電）と共に路面電車路線として電化が行われたストランド線で2016年1月10日から使用されたが、利用客の低迷に伴う深刻な赤字を理由に僅か半年後の7月に運行を休止した。

## 保存

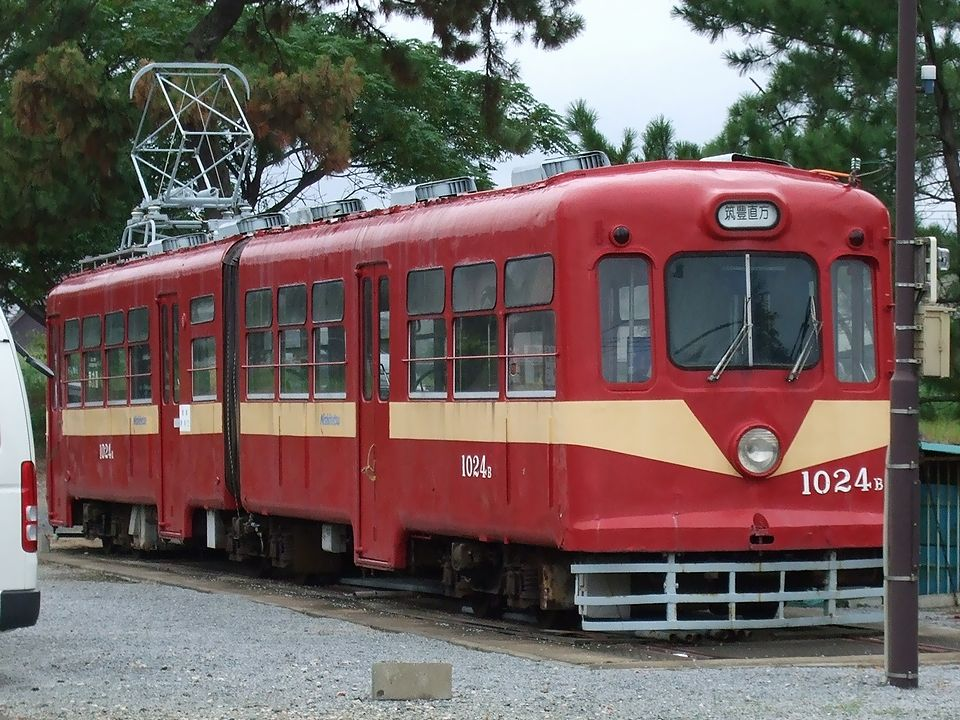
みつみ老人福祉施設に保存されている1024AB（2008年撮影）

2019年（令和元年）現在、北九州線で最後まで使用された1024ABが福岡市の介護老人保健施設であるみつみ老人福祉施設で静態保存されている。一方、過去には香椎花園に福岡市内線向けに製造された1001形1001ABが保存されていたが荒廃が進み、2019年の時点で既に解体されている。